# بخش اسپریگ (شهرستان آدامز، اوهایو)
بخش اسپریگ (به انگلیسی: Sprigg Township) یک منطقهٔ مسکونی در ایالات متحده آمریکا است که در شهرستان آدامز، اوهایو واقع شده‌است.
 بخش اسپریگ ۱۱۵٫۲ کیلومتر مربع مساحت و ۱٬۸۶۷ نفر جمعیت دارد و ۲۷۵ متر بالاتر از سطح دریا واقع شده‌است.